# Campeonato Canadense de Futebol de 2015
O Campeonato Canadense de Futebol (ou oficialmente Amway Canadian Championship) de 2015, foi um campeonato de futebol organizado pela Federação Canadense de Futebol. Foi disputada nas cidades de Edmonton, Montreal, Ottawa, Toronto e Vancouver. Os times participantes foram o Ottawa Fury, FC Edmonton, Montreal Impact, Toronto FC e o Vancouver Whitecaps. Como campeão, o Vancouver Whitecaps se classificou para a Liga dos Campeões da CONCACAF de 2016–17. Esta foi a oitava edição da competição.
O campeonato foi movido para um espaço de tempo de abril a agosto de seu habitual período entre abril e junho para se adequar ao calendário da Copa do Mundo de Futebol Feminino de 2015 que será disputada no Canadá. Para a edição de 2016 em diante a competição será disputada entre junho e julho.

## Partidas
Os três times que disputam a Major League Soccer e os dois da North American Soccer League foram chaveados baseados na suas colocações na temporada 2014 das suas competições, com as duas equipes da North American Soccer League disputando uma fase preliminar.
As partidas são disputadas no sistema de ida e volta com a aplicação da regra do gol fora de casa.
|  | Fase preliminar |             |   |   |   |
|  |                 |             |   |   |   |
|  | FC Edmonton     | FC Edmonton | 3 | 3 | 6 |
|  | Ottawa Fury     | Ottawa Fury | 1 | 1 | 2 |

|  | Semifinais           | Semifinais      | Semifinais | Semifinais |   |                     | Final | Final | Final | Final |
|  |                      |                 |            |            |   |                     |       |       |       |       |
|  | Vancouver Whitecaps  | 1               | 2          | 3          |   |                     |       |       |       |       |
|  | FC Edmonton          | 1               | 1          | 2          |   |                     |       |       |       |       |
|  | FC Edmonton          | 1               | 1          | 2          |   | Vancouver Whitecaps | 2     | 2     | 4     |       |
|  |                      |                 |            |            |   | Vancouver Whitecaps | 2     | 2     | 4     |       |
|  |                      | Montreal Impact | 2          | 0          | 2 |                     |       |       |       |       |
|  | Toronto FC           | Montreal Impact | 2          | 0          | 2 | 0                   | 3     | 3     |       |       |
|  | Toronto FC           |                 |            |            |   | 0                   | 3     | 3     |       |       |
|  | Montreal Impact (gf) | 1               | 2          | 3          |   |                     |       |       |       |       |

## Fase preliminar

### Partida de ida
| 22 de abril   | Ottawa Fury | 1 – 3     | FC Edmonton                            | Estádio TD Place, Ottawa             |
| 19:30 (UTC−4) | Oliver 1'   | Relatório | Fordyce 83' · Laing 87' · Ameobi 90+4' | Público: 2 402 Árbitro: Geoff Gamble |

### Partida de volta
| 29 de abril   | FC Edmonton                                | 3 – 1     | Ottawa Fury  | Estádio Clarke, Edmonton             |
| 20:00 (UTC−6) | Ameobi 9' · Nyassi 15' · Fordyce 81' (pen) | Relatório | Wiedeman 32' | Público: 1 858 Árbitro: Drew Fischer |

FC Edmonton venceu por 6–3 no placar agregado e avançou a próxima fase.

## Semifinais

### Partidas de ida
| 6 de maio     | Montreal Impact | 1 – 0     | Toronto FC | Estádio Saputo, Montreal                 |
| 19:30 (UTC−4) | McInerney 68'   | Relatório |            | Público: 12 518 Árbitro: Silviu Petrescu |

| 13 de maio    | Vancouver Whitecaps | 1 – 1     | FC Edmonton | Estádio BC Place, Vancouver           |
| 19:00 (UTC−7) | Koffie 87'          | Relatório | Ameobi 4'   | Público: 15 283 Árbitro: Drew Fischer |

### Partidas de volta
| 13 de maio    | Toronto FC                                | 3 – 2     | Montreal Impact        | BMO Field, Toronto                        |
| 19:30 (UTC−4) | Altidore 22' · Cheyrou 56' · Giovinco 58' | Relatório | Cooper 25' · Oduro 84' | Público: 21 065 Árbitro: Mathieu Bourdeau |

3–3 no placar agregado. Montreal Impact avançou a final pela regra do gol fora de casa.
| 20 de maio    | FC Edmonton        | 1 – 2     | Vancouver Whitecaps           | Estádio Clarke, Edmonton                |
| 20:00 (UTC−6) | Ameobi 90+1' (pen) | Relatório | Morales 9' (pen) · Laba 90+7' | Público: 3 803 Árbitro: Silviu Petrescu |

Vancouver Whitecaps venceu por 3–2 no placar agregado e avançou a final.
Nota: A partida da ida entre FC Edmonton e Vancouver Whitecaps seria originalmente disputada em 6 de maio, porém a partida foi adiada para o dia 20 de maio após as fortes nevascas atingirem Edmonton. Com isso as ordens das partidas foram revertidas.

## Final

### Partida de ida
| 12 de agosto  | Montreal Impact               | 2 – 2     | Vancouver Whitecaps        | Estádio Saputo, Montreal              |
| 19:30 (UTC−4) | Ciman 84' · Jackson-Hamel 85' | Relatório | Mattocks 65' · Morales 72' | Público: 12 395 Árbitro: David Gantar |

### Partida de volta
| 26 de agosto  | Vancouver Whitecaps     | 2 – 0     | Montreal Impact | Estádio BC Place, Vancouver              |
| 19:00 (UTC−7) | Rivero 40' · Parker 53' | Relatório |                 | Público: 19 616 Árbitro: Silviu Petrescu |

## Premiação
| Campeonato Canadense de Futebol de 2015 |
| Colúmbia Britânica                      |
| --------------------------------------- |
| Vancouver Whitecaps Campeão (1º título) |